# Eskil Lundahl
Eskil Johannes Lundahl, född 7 september 1905 i Malmö, död 10 november 1992, var en svensk väg- och vattenbyggnadsingenjör. Han tillhörde sedan 1922 den svenska eliten i simning.
Lundahl, som var son till byggmästare Johannes Lundahl och Anna Mathilda Terrs, avlade studentexamen vid Malmö högre allmänna läroverk för gossar 1924 och utexaminerades från Kungliga Tekniska högskolan 1929. Han var anställd vid Carl Forssells konstruktionsbyrå 1930 och var assistent vid Kungliga Tekniska högskolan samma år. Han var avdelningsingenjör och tillförordnad överingenjör vid Stockholms stads hamnstyrelses hamnbyggnadsavdelning samt konsulterande ingenjör för frilufts- och badanläggningar i samarbete med Simfrämjandet. Han blev kapten i Väg- och vattenbyggnadskåren 1948.
Lundahl började tävla i Malmö SS men övergick 1925 till SoIK Hellas i Stockholm. Han var specialist på såväl rygg- som frisim, vann svenska mästerskapet i ryggsim 100 meter 1929 och 1934, europamästerskapet 1927 och akademiskt världsmästerskap 1928. Han vann nordiska mästerskapet på 100 meter frisim 1931 och svenska mästerskapet på 200 meter 1926 samt svenska mästerskapet på 4x100 meter 1922, 1926, 1930, 1939, 1941 och 1942. Han satte 1927–1932 åtta gånger svenskt rekord i ryggsim 100 meter (bästa tid 1.11,8), på 200 meter 1925 och 1931 (bästa tid 2.42,0). Lundahl deltog i ryggsim i Olympiska sommarspelen 1928 (utslagen i semifinalen) och 1932 (utslagen i försöket). Han tävlade även i modern femkamp (tvåa vid JSM 1931).
Lundahl var bland annat styrelseledamot i Svenska simförbundet 1926–1947, vice ordförande 1937–1945, i Simfrämjandet sedan 1937, var suppleant i Riksidrottsförbundets idrottsplatskommitté 1937–1939 och medlem av Bastudelegationen 1938–1939.